# Nigrișoara
Nigrișoara – wieś w Rumunii, w okręgu Ardżesz, w gminie Slobozia. W 2011 roku liczyła 314 mieszkańców.